# Футбольная ночь
Футбольная ночь — футбольное обозрение, выходившее на НТВ с 15 марта 2007 года по 27 ноября 2011 года. Также программа повторялась на спортивных каналах «НТВ-Плюс». Ведущий на момент закрытия — Георгий Черданцев. В программе показывали короткие обзоры матчей чемпионата России, голы россиян, играющих в зарубежных чемпионатах. Эта программа была первой передачей о футболе на центральном канале после закрытия «Первым каналом» программы «На футболе с Виктором Гусевым» осенью 2004 года.

## История
Передача выходила в эфир с 15 марта 2007 года. Первоначально выходила по четвергам после полуночи и называлась «Наш футбол на НТВ». Ведущими были Анастасия Мыскина, Дмитрий Фёдоров и Василий Уткин. Передача выходила до декабря 2007 года и была приостановлена в связи с окончанием чемпионата и последующим уходом Анастасии Мыскиной и Дмитрия Фёдорова с НТВ.
В 2008 году Дмитрий Чуковский объявил о том, что на канале НТВ будет выходить обзорная программа о футболе под названием «Футбольная ночь». Ведущих в программе заменили на резидента Комеди Клаб Арташеса Саркисяна и футбольного комментатора Георгия Черданцева. Премьера первого выпуска в данном формате состоялась 16 марта 2008 года.
В 2007 и 2008 годах в программе была массовка. Программа продолжает выходить в жанре ток-шоу с приглашёнными гостями. В центре стояла скамейка, на которой сидел гость и Виктория Лопырёва — ещё одна ведущая программы. Во время чемпионата Европы программа освещала матчи турнира и снималась в Австрии и Швейцарии. После того как Виктория Лопырёва ушла на «Последний герой», программу вместе с двумя ведущими вела Станислава Комарова. В октябре 2008-го соведущей этого трио стала Мисс Интернет-2007 Анна Вишневская.
Перед стартом второго сезона передачи Дмитрий Чуковский объявил, что отныне девушек в кадре не будет.
В 2009 году массовки и ведущей не стало. В центре студии стоял стул, на котором иногда сидели гости. Иногда программу посвящали только гостю. Так было, когда приглашали Юрия Сёмина или Зико. Такой вариант передачи представляли Таш Саркисян и Георгий Черданцев. Акцент в ней делался на центральный матч тура. Время выхода переместилось в ночную сетку вещания, после полуночи.

## Поздняя версия
В 2010 году «Футбольная ночь» сменила оформление и переехала в 21-ю студию Останкино, откуда обычно выходили все студийные программы на спортивных каналах «НТВ-Плюс». Появились бегущие строки (верхняя с футбольными новостями и нижняя с результатами матчей очередного тура чемпионата России с авторами забитых мячей). Таш Саркисян вёл программу из основной студии, Георгий Черданцев из другой (в первом выпуске было наоборот). Появилась рубрика «Три новости о футболе». В ней рассказывали о самых обсуждаемых новостях в BarChat в социальной сети фанат.ру. Появилась юмористическая рубрика «Нестандартное положение».
В 2011 году «Футбольная ночь» снова сменила формат. Все развлекательные рубрики были закрыты, Саркисян покинул программу, так как стал главным редактором журнала Total Football. Черданцев ведёт программу из основной студии, в малую студию приходят комментаторы «НТВ-Плюс», которые анализируют вместе с Черданцевым матчи РФПЛ и российских клубов в еврокубках.
27 ноября 2011 года вышел последний выпуск программы, после этого передача прекратила своё существование по неизвестным причинам. Среди возможных причин закрытия упоминались её низкие рейтинги. После перехода основного пакета прав трансляций к компании «Лига-ТВ» возобновление «Футбольной ночи» или создание какого-либо другого телепроекта вместо неё рассматривать не стали.

## Критика
Известный советский спортивный комментатор и обозреватель Радио Свобода Аркадий Ратнер отмечал, что, несмотря на то, что при запуске программа заявлялась как проект, где серьёзные люди будут обсуждать злободневные проблемы российского футбола, на самом деле даже не претендует на серьёзность и аналитический характер:

Аналитикой в ней не пахнет, скорее развлекательная передача невысокого пошиба. Конечно, были показаны острые моменты, старались их обсудить, но, несмотря на героические попытки Черданцева ввести их в разумное русло, происходившее в студии напоминало скорее классический одесский базар. Что запомнилось больше всего? Очень красивая женщина, представленная как соведущая передачи, не полностью одетая, которая время от времени туфелькой на высочайшем каблуке пыталась совершить какие-то манипуляции с футбольным мячом…